# Lejmoniady
Lejmoniady (gr. Λειμωνιάδες Leimōniádes, Λειμακίδες Leimakídes, l.poj. Λειμωνιάς Leimōniás, Λειμακίς Leimakís, łac. Leimoniades, Leimakides, l.poj. Leimoniad, Leimakid) – w mitologii greckiej nimfy łąk. Lejmoniady kochały kwiaty, biegały po łąkach lub spały całymi dniami.